# سیارک ۱۵۹۷
سیارک ۱۵۹۷ (به انگلیسی: 1597 Laugier، نام‌گذاری: 1949EB) هزار و پانصد و نود و هفتمین سیارک کشف شده‌است که در ۷ مارس ۱۹۴۹ و در الجزیره کشف شد.
قدر مطلق سیارک برابر ۱۲٫۰۰ است.